# Pnigalio albiformis
Pnigalio albiformis är en stekelart som beskrevs av Yoshimoto 1983. Pnigalio albiformis ingår i släktet Pnigalio och familjen finglanssteklar. Inga underarter finns listade i Catalogue of Life.